# 開江龍屬
開江龍屬（學名：Kaijiangosaurus）是獸腳亞目恐龍的一屬，生存於侏羅紀中期的中國，是種類似斑龍的恐龍。牠的化石包括：部份頭顱骨、頸椎、肩帶與四肢的骨頭。由於化石的狀態破碎，目前無法確定是堅尾龍類的哪個演化支，有可能是種原始肉食龍下目恐龍。
模式種是林氏開江龍（K. lini），是於1984年描述、命名的，其名字是取自其發現地的中國四川省開江縣。。由於牠與氣龍都是發現於下沙溪廟組的大山鋪組，牠有可能實際就是氣龍。湯瑪斯·荷茲（Thomas Holtz）在2004年曾提到更完整的相關化石，但沒有詳細研究。

## 外部連結
- （页面存档备份，存于）
- https://web.archive.org/web/20090627142913/http://www.thescelosaurus.com/tetanurae.htm
- 恐龍博物館──開江龍